# أندر ماي سكين
"Under My Skin" هو ثاني ألبوم للمغنية الكندية آفريل لافين، وصل في أسبوعه الأول إلى المرتبة الأولى في عدة قوائم، أبرزها "Billboard Hot 200"، حيث ظل في ذلك الموقع لمدة أسبوع كامل، و"United World Charts"، حيث تصدر تلك القائمة لمدة 6 أسابيع غير متتالية. يختلف هذا الألبوم عن ألبوم لافين السابق في طغيان موسيقى الروك والروك البديل، عوضاً عن البوب والبانك بوب الذي كان سائداً في "Let Go"، كما تمحورت الأغاني حول أفكار داكنة وأكثر نضوجاً، قدمت فيها لافين صورة جديدة أكثر جدية عن نفسها، وتمكنت من خلالها من تحسين قدراتها الكتابية.
اختلف النقاد في رأيهم حول هذا الألبوم، فالبعض يعتقد بأن "Under My Skin" يفتقر إلى نشاط لافين والإيقاعات السريعة التي تميزت بها في الألبوم الأول، وفي المقابل، وجده الكثير تقدماً في أسلوب لافين وقدراتها الكتابية ونوعية صوتها، حيث تم اعتباره خطوة هامة نحو مسيرة فنية جدية.
تولت لافين مهمة كتابة أغاني الألبوم، وقد اشتركت في صياغة جزء كبير منه مع المغنية ومؤلفة الأغان الكندية شانتال كريفيازوك. إلى جانب ذلك، فقد اشتركت في كتابة أغنية "Nobody's Home" مع بين مودي، الذي كان عضواً سابقاً في فرقة الروك الشهيرة إيفانيسينس.
بالرغم من أنه قد تمكن من اجتياح القوائم العالمية بنجاح، حيث تم أكثر من 300000 نسخة من الألبوم خلال الأسبوع الأول من إصداره في الولايات المتحدة، إلا أن مبيعاته بشكل إجمالي لم تتجاوز التسعة ملايين، وهي أكثر بقليل من نصف عدد مبيعات الألبوم الأول. حاز الألبوم على 3 شهادات بلاتينوم في الولايات المتحدة، و5 شهادات بلاتينوم في كلاً من العالم وكندا، وترشحت لافين من خلاله لخمسة جوائز جونو، حازت على ثلاثة منها، بما فيها جائزة ألبوم العام من فئة البوب.

## وصلات خارجية
- أندر ماي سكين على موقع ميتاكريتيك (الإنجليزية)
- أندر ماي سكين على موقع ميتاكريتيك (الإنجليزية)
- أندر ماي سكين على موقع أول موفي (الإنجليزية)